# シウダ・ボリバル
シウダ･ボリーバル（Ciudad Bolívar）はベネズエラのボリバル州の州都。

## 地理
人口は約40万人（2021年）。街の北を流れるオリノコ川流域の港町として、ベネズエラ東部の商業の中心である。金や鉄、家畜などを生産する。1970年代に国家的プロジェクトで工業化が進められた結果、鉄鋼業が盛んになった。1980年代以降は不況の影響を同国でもっとも強く受けた。
エンジェルフォールなどの観光ツアーの出発拠点でもある。街の高台にあるコロニー地区には、カラフルな教会や建物が立ち並ぶ。
気候は、気温・湿度共に年間を通して高い。

## 歴史
1764年に、オリノコ川の港が建設された。その時の街の名前は、アンゴストゥーラ(Angostura)。
1816年にスペインとの間での独立戦争を戦った革命政府の拠点が置かれる。
1846年に、解放者シモン・ボリーバルの栄誉を称えて、シウダ・ボリーバルと改名される。